# Telefónica O2 Europa
O2 (tipărit ca O2) este un nume de marcă global deținut de compania de telecomunicație spaniolă Telefónica. Compania folosește marca O2 pentru filialele sale în Regatul Unit și Germania. Din 2018, este folosită de asemenea ca o marcă flanker exclusiv online în Spania.
Anterior, toate brațele europene ale Telefónica au fost gestionate de Telefónica Europe plc, o companie de broadband and telecomunicație. Compania a originat ca o colecție de companii mondiale de telecomunicație, cunoscute în a doua jumătate a anilor 1990 ca BT Wireless, și o afacere globală de date mobile cunoscută atunci ca Genie Internet, ambele filiale ale British Telecommunications (British Telecom sau BT). Ca parte a reorganizării Telefónica în 2014, holdingurile și operațiunile Telefónica Europe au devenit filiale directe ale companiei părinte: Telefónica, S.A.
Telefónica Europe a furnizat operațiuni de telefonie mobilă în Regatul Unit și Germania, și și-a licențiat marca pentru fostele operațiuni din Republica Irlanda, Republica Cehă și Slovacia. O2, de asemenea, a înființat un parteneriat cu Tesco Mobile în Regatul Unit, Republica Irlanda și în Slovacia, și rețeaua Tchibo Mobilfunk în Germania.